# Quebrada Vaquillas
Quebrada Vaquillas är ett periodiskt vattendrag i Chile.   Det ligger i regionen Región de Antofagasta, i den norra delen av landet, 900 km norr om huvudstaden Santiago de Chile.
Omgivningen kring Quebrada Vaquillas är ofruktbar med liten eller ingen växtlighet. Området är nästan obefolkat, med mindre än två invånare per kvadratkilometer.